# 下巴拉尼基夫卡
49°5′29″N 39°49′43″E / 49.09139°N 39.82861°E
下巴拉尼基夫卡（烏克蘭語：Нижньобараниківка）是位於烏克蘭東部的村莊，由盧甘斯克州舊比利斯克區的比洛沃茨克市鎮負責管轄。該村始建於1949年，面積4.91平方公里，海拔高度57米，2001年人口602，人口密度每平方公里122.7人。